# Kemisk syntes
Kemisk syntes innebär att kemiska reaktioner används för att avsiktligt framställa en, eller ibland flera, kemiska föreningar ur andra kemiska föreningar. Syntes förekommer ofta inom både organisk kemi och oorganisk kemi. Ofta går syntesmetoder inom kemin ut på att skapa större eller mer komplicerade molekyler från enklare utgångsmaterial. Detta är särskilt vanligt inom organisk syntes.
Kemisk syntes kan också uppstå naturligt, exempelvis då signalsubstansen serotonin syntetiseras i människokroppen, genom reaktioner mellan enzym och aminosyra.

## Etymologi
Det grekiska ordet syntes betyder 'att sätta ihop'. Uttrycket infördes med dagens innebörd till kemin av Adolph Wilhelm Hermann Kolbe.